# Gordon Ramsay - Cose dell'altro mondo
Gordon Ramsay - Cose dell'altro mondo (Gordon's Great Escape) è un programma televisivo trasmesso dall'emittente TV britannica Channel 4 dal 18 gennaio 2010 condotto dallo chef Gordon Ramsay, che viaggia per il mondo alla ricerca di nuovi gusti.
In Italia il programma è stato trasmesso da Rai 5 a partire dal tardo 2011. La voce di Gordon appartiene al doppiatore Andrea Ward, come negli altri format del cuoco trasmessi da Rai 5.